# Aferesi (linguistica)
L'aferesi (pronuncia: afèresi, dal greco ἀφαίρεσις) è un fenomeno linguistico che consiste nella caduta di una vocale o di una sillaba all'inizio di parola. Nello studio delle lingue, esso può essere visto dal punto diacronico per lo studio della loro evoluzione. Il contrario dell'aferesi è la pròstesi.

## Esempi
- arabo nāranj → arancia
- lat. cl. luscinia → lat. volg. lusciniōlus → lusignuolo → usignolo (per deglutinazione)
- lat. obscūrus → scuro
- lat. apothēca → bottega
- lat. illa → la
- lat. īnstrūmentum → strumento
- greco eikóna → siciliano cona
- abruzzese nancóra (< non ancora) → ancóra (ad es. Ancóra ci vai? → «Non ancóra ci vai?»)

Può anche essere una figura retorica che dà luogo a forme poetiche:
- inverno → verno (it. ant./poet.)